# Мармурові печери в Чилі
Мармурові печери в Чилі (ісп. Cuevas de Mármol en Chile) — групи карстових печер в Чилі, на березі озера Буенос-Айрес, біля аргентинсько-чилійського кордону. Походження печер — льодовикова ерозія. Найвідомішими із них є Мармурова каплиця (ісп. Capillas de Mármol) і Мармуровий собор (ісп. Catedral de Mármol). Синьо-сірі печери, утворені ерозією мармуру водою. Вік печер більше 6000 років. Печери знаходяться в області, яка є найбільшим у світі ліжком мармуру. Найближче велике місто та туристичний район віддалений на 320 миль Койяік.

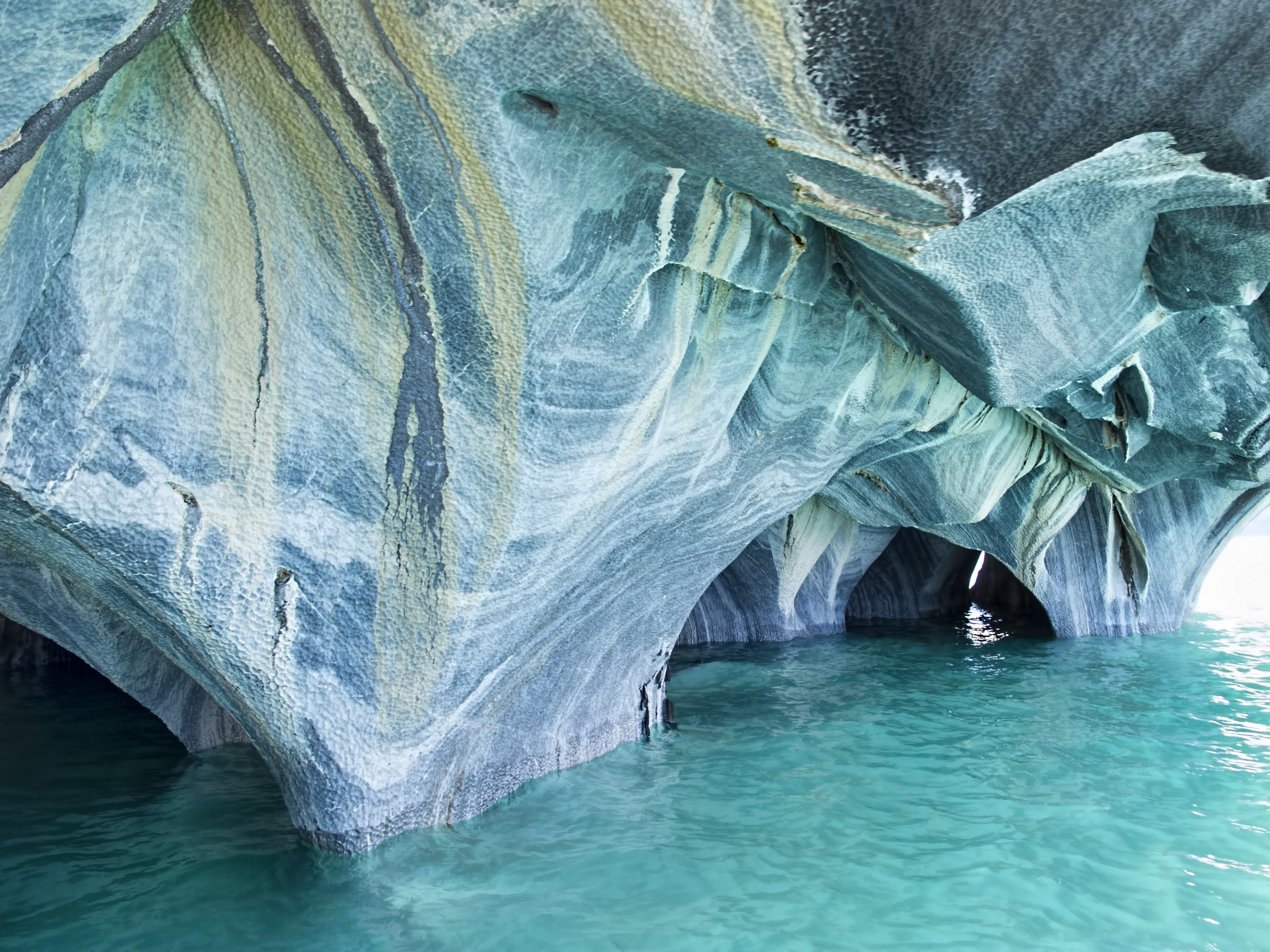
border
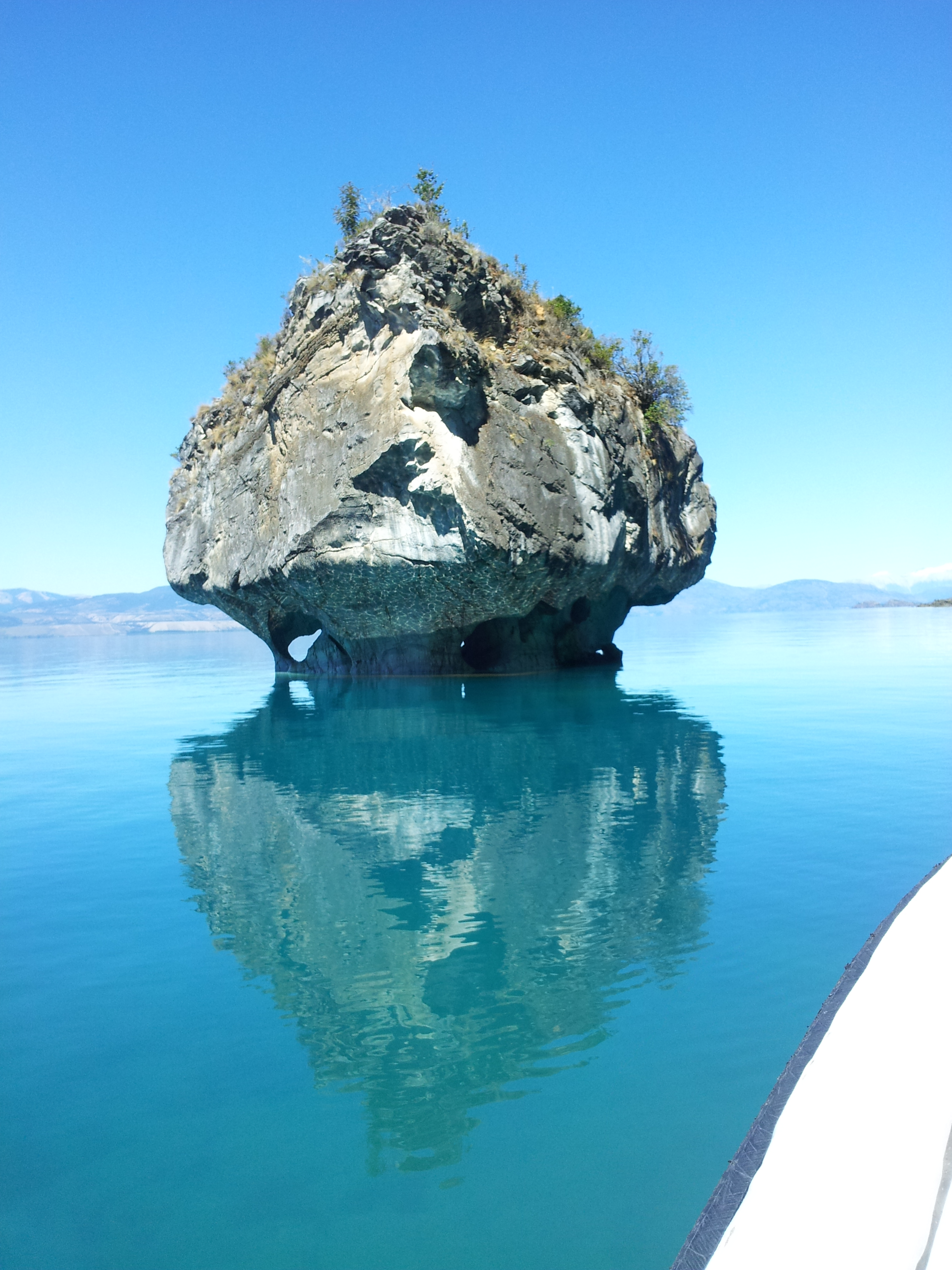
border

## Туризм
Незвичний насичений блакитний колір води і скель печер приваблює туристів.